# Derthona Basket
Derthona Basket ist ein italienischer Basketballverein aus Tortona, der in der Serie A spielt.

## Geschichte
Der Verein wurde 1955 gegründet. Im Jahr darauf nahm die Herrenmannschaft den Spielbetrieb im Amateurbereich auf. 1962 wurde der Verein aufgelöst, bis dahin spielte Derthona in den unteren Amateurklassen. Nach drei Jahren Stillstand wurde der Verein im Januar 1965 neugegründet. 1967 wurde die erste Halle in Tortona für den Spielbetrieb eingeweiht und am Ende der Spielsaison 1970/71 gelang der Aufstieg in die Serie D.
Nachdem 1978 sogar Aufstieg in die Serie C2 gelungen war, folgten bis 1983 mehrmalige Ab- und Aufstiege zwischen der Serie D und C2. Am Ende der Spielzeit 1983/84 gelang der Aufstieg in die Serie C1, dem der sofortige Wiederabstieg in der darauffolgenden Saison folgte. Bis zur Spielzeit 2013/14 wechselte Derthona mehrmals zwischen den Spielklassen C2, C1 und Divisione Nazionale C und Divisione Nazionale B. 2014 gelang in den Playoffs der Aufstieg in die Serie A2, der man ununterbrochen bis zum Aufstieg in die Serie A 2021 angehörte.

## Halle
Der Klub trägt seine Heimspiele in der 3.510 Plätze umfassenden Halle PalaFerraris im etwa 40 Kilometer entfernten Casale Monferrato aus.

## Platzierungen
Seit dem Aufstieg 2021 in die Serie A wurden folgende Platzierungen erreicht:
| Saison  | Serie A                  |
| ------- | ------------------------ |
| 2021/22 | 4. Platz (Halbfinale)    |
| 2022/23 | 3. Platz (Halbfinale)    |
| 2023/24 | 8. Platz (Viertelfinale) |
| 2024/25 | 9. Platz                 |

## Erfolge
- Italienischer Pokalsieger der Amateure: 2018

## Namensgeschichte
Der Verein tritt seit dem Aufstieg in die Serie A mit dem folgenden Hauptsponsorennamen auf:
- Bertram Derthona Basket Tortona (seit 2021)